# Libosad - obora
Libosad - obora este o arie protejată (arie specială de conservare — SAC, sit de importanță comunitară — SCI) din Republica Cehă întinsă pe o suprafață de 42,24 ha, integral pe uscat.

## Localizare
Centrul sitului Libosad - obora este situat la coordonatele 50°26′38″N 15°22′01″E / 50.443889°N 15.366944°E.

## Înființare
Situl Libosad - obora a fost declarat sit de importanță comunitară în aprilie 2005 pentru a proteja 1 specie de animale. Situl a fost protejat și ca arie specială de conservare în noiembrie 2013.

## Biodiversitate
Situată în ecoregiunea continentală, aria protejată nu include niciun habitat protejat.
La baza desemnării sitului se află o specie protejată de  nevertebrate: Osmoderma eremita.